# Most Belá
Most Belá je dálniční most na Slovensku, který má délku 301,4 metru. Nachází se na dálnici D1 v úseku Liptovský Hrádok - Hybe.
Most se nachází přibližně 18 metrů nad terénem a přemosťuje údolí řeky Belá prostupujíce severovýchodně od intravilánu obce Dovalovo. Volná šířka mostu je 11,75 metru.